# СМЗ С-3Д
СМЗ С-3Д (эс-три-дэ) — двухместный четырёхколёсный автомобиль-мотоколяска Серпуховского автозавода (в то время ещё СМЗ). Автомобиль пришёл на смену мотоколяске С-3АМ в 1970 году.

## История создания

Макет предшественника мотоколяски С3Д, лёгкого вездехода «Шустрик». Авторы Эдуард Молчанов и Эрик Сабо. 1964 год.

Работы по созданию альтернативы мотоколяске С3А велись по сути с момента её освоения в производстве в 1958 году (С4А, НАМИ-031, НАМИ-048, НАМИ-059, НАМИ-060, СМЗ-НАМИ-086 и другие), однако внедрению более совершенных конструкций долгое время препятствовала технологическая отсталость Серпуховского завода — в те годы СМЗ не располагал серьёзным штамповочным оборудованием, необходимым для производства закрытых кузовов сложной формы. Лишь к началу 1964 года появилась реальная перспектива обновления производственной оснастки СМЗ под выпуск новой модели.
Изначальные планы подразумевали создание лёгкого универсального транспортного средства повышенной проходимости для сельской местности с кузовом типа «пикап» на базе расположенного спереди силового агрегата «Запорожца» ЗАЗ-965. В соответствии с этим заданием дизайнерами Сектора колесного транспорта Специального художественно-конструкторского бюро (СХКБ) при Моссовнархозе Эриком Сабо и Эдуардом Молчановым был создан проект внешнего облика утилитарного вездехода с упрощённым кузовом оригинальной формы, учитывавшей также ограниченные технологические возможности предприятия-изготовителя.
В ходе последовавшей затем реорганизации системы совнархозов проект сельского внедорожника оказался «похоронен», однако дизайнерские наработки по нему, переданные на СМЗ, оказались востребованы и были положены заводскими художниками-конструкторами в основу внешнего облика будущей мотоколяски, разрабатывавшейся при участии специалистов НАМИ..
Непосредственную подготовку к производству начали в 1967 году. Для Серпуховского завода эта модель должна была стать прорывной — переход от открытого каркасно-панельного кузова с пространственным каркасом из труб и обшивкой из листового металла, обработанного на гибочных и зиговочных машинах, очень дорогого и нетехнологичного в массовом производстве, к сваренному на механизированной поточной линии из штампованных деталей цельнометаллическому несущему должен был не только намного повысить комфортабельность, но и обеспечить значительное увеличение масштабов выпуска.
Производство С3Д началось в июле 1970 года, а последние 300 экземпляров покинули СеАЗ осенью 1997 года. Всего был выпущен 223 051 экземпляр мотоколяски.

## Особенности конструкции
В конструкции мотоколяски было применено множество необычных решений, в основном связанных с приспособлением мотоциклетных агрегатов к использованию на пусть и небольшом, но всё же автомобиле.

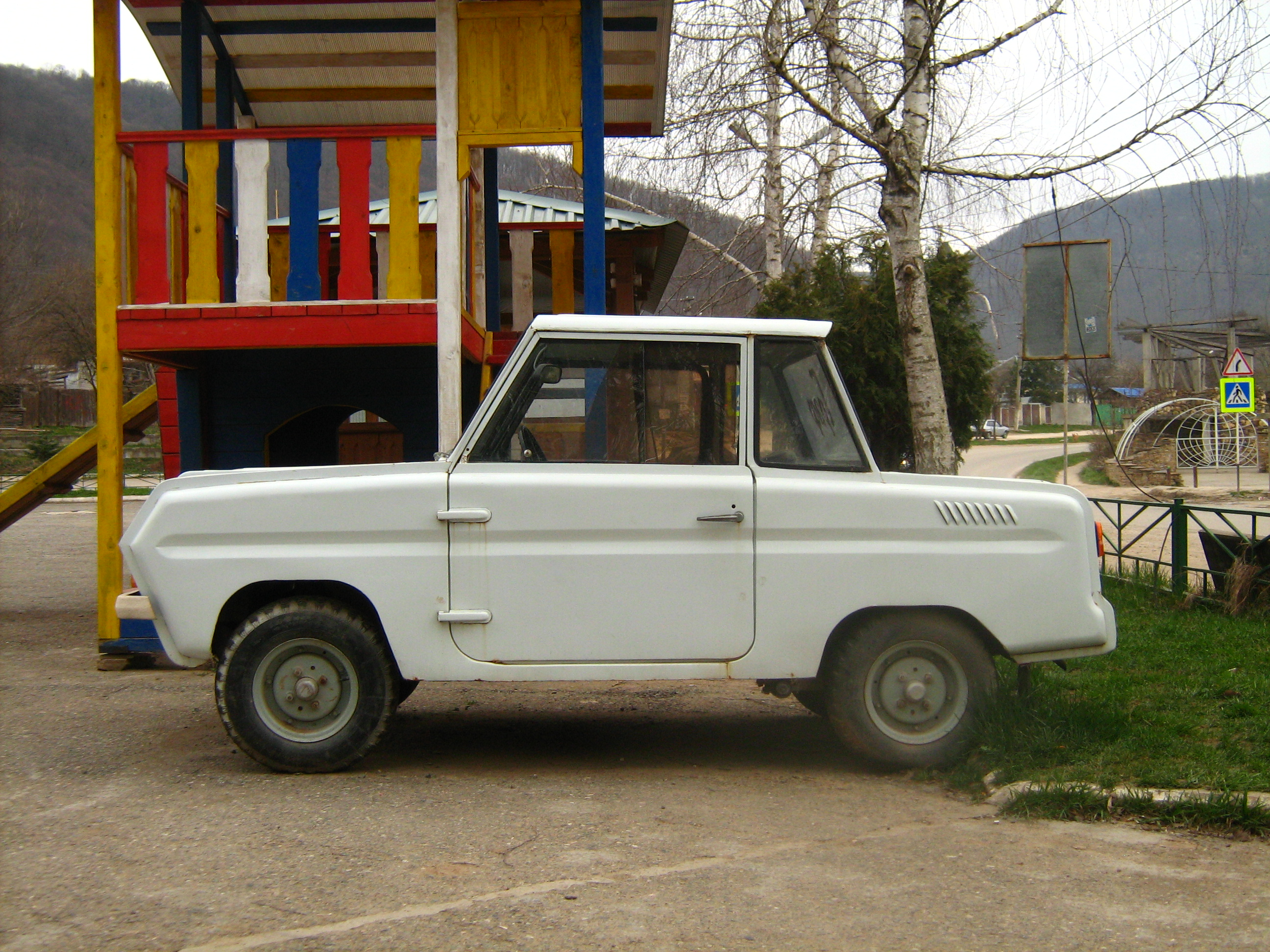
Вид сбоку

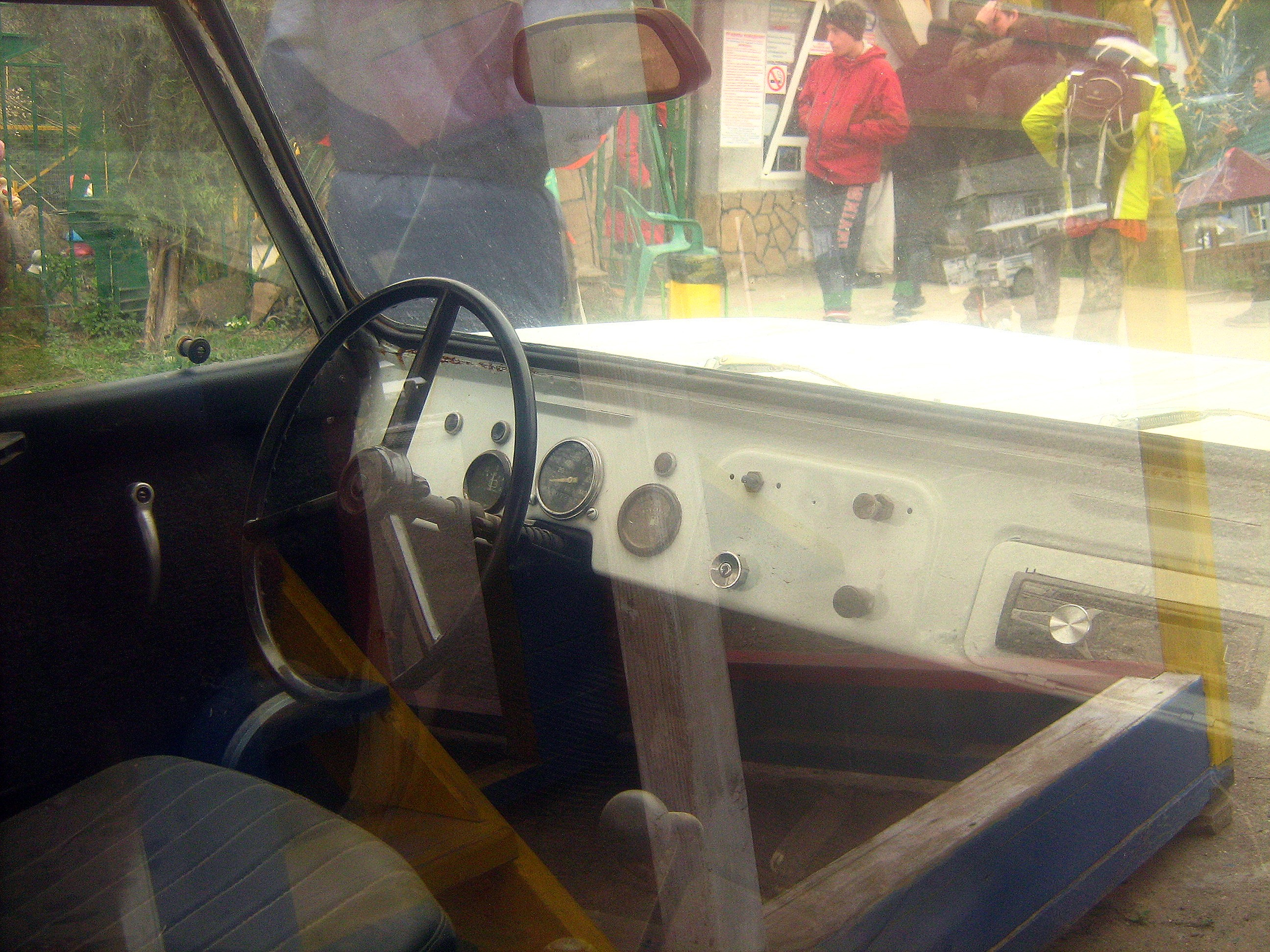
Салон

Кузов мотоколяски имел длину менее 3 метров, но при этом весила машина довольно много — чуть менее 500 килограммов в снаряжённом виде, больше, чем имевший вместимость 2+2 Fiat Nuova 500 (470 кг), и вполне сравнимо с четырёхместным «Трабантом» с его частично пластиковым кузовом (620 кг), и даже цельнометаллическими «Окой» (620 кг) и «горбатым» «Запорожцем» ЗАЗ-965 (640 кг). Кузов сваривался из тонкого металла и был весьма склонен к появлению вмятин в процессе эксплуатации, а в последние годы выпуска ещё и отличался крайне низким качеством подготовки и окраски, что отрицательно сказывалось на сроке жизни мотоколясок. Тонкое металлическое покрытие крыши могло дрожать от любой вибрации, например, от работающего двигателя. Вызывала нарекания и эргономика — по сравнению с предыдущей моделью, имевшей значительно большую габаритную высоту и более высокие подушки сидений, посадка в мотоколяску С3Д водителя и пассажира была затруднена.
Двигатель мотоколяски — мотоциклетного типа, одноцилиндровый, карбюраторный двухтактный, модели «Иж-Планета-2», впоследствии — «Иж-Планета-3». По сравнению с мотоциклетными варианты этих двигателей, предназначенные для установки на мотоколяски, были дефорсированы — соответственно до 12 и 14 л. с. — с целью достижения большего моторесурса при работе с перегрузом и получения более приемлемой для автомобиля моментной кривой. Двигатели оснащались батарейной системой зажигания и электрическим стартером, хотя в качестве резервного сохранялся и кик-стартер, имевший привод от рычага в салоне. Ещё одно важное отличие составляло наличие принудительной системы воздушного охлаждения в виде «воздуходувки» с центробежным вентилятором, прогоняющей воздух через оребрение цилиндра.
Для довольно тяжёлой конструкции оба варианта мотора были откровенно слабы, при этом, как и все двухтактники, имели сравнительно большой расход топлива и высокий уровень шумности — прожорливость мотоколяски, впрочем, вполне компенсировалась дешевизной топлива в те годы. Двухтактный двигатель требовал добавления в бензин масла для смазки, что создавало определенные неудобства с заправкой. Поскольку на практике топливную смесь часто готовили не в мерной ёмкости, как того требовала инструкция, а «на глазок», доливая масло прямо в бензобак, нужная пропорция (1:25, или 40 граммов масла на 1 литр топлива) не выдерживалась, что вело к повышенному износу двигателя — кроме того, владельцы мотоколясок часто экономили, используя низкосортные индустриальные масла или даже отработку. Инструкцией по эксплуатации рекомендовалось использование высококачественных авиационных масел без присадок (марок МС-14, МС-20, МК-22), но во многих местностях они практически не поступали в розничную продажу.
Многодисковое «мокрое» сцепление и четырёхступенчатая коробка передач располагались в одном картере с двигателем, причём вращение на первичный вал коробки передач передавалось с коленчатого вала короткой двухрядной цепью (так называемая моторная передача). Переключение передач осуществлялось рычагом, внешне напоминающим автомобильный, однако секвентальный механизм переключения передач диктовал «мотоциклетный» алгоритм переключений: передачи включались последовательно, одна за другой, а нейтраль располагалась между первой и второй передачами. Для включения первой передачи из нейтрали рычаг при выключенном сцеплении было необходимо переместить из среднего положения вперёд и отпустить, после чего переход на высшие передачи (переключение «вверх») осуществлялся его перемещением из среднего положения назад (также с выключением сцепления), а на низшие (переключение «вниз») — из среднего положения вперёд, причём после каждого переключения отпущенный водителем рычаг автоматически возвращался в среднее положение. Нейтраль включалась при переключении со второй передачи «вниз», о чём сигнализировала специальная контрольная лампа на панели приборов, а следующее переключение «вниз» включало первую передачу.
Задняя передача в мотоциклетной коробке передач отсутствовала, вследствие чего мотоколяска имела совмещённый с главной передачей реверс-редуктор, причём для движения назад могла использоваться любая из имеющихся четырёх передач, с понижением числа оборотов по сравнению с передним ходом в 1,84 раза — передаточное число реверс-редуктора. Включался задний ход отдельным рычагом. Главная передача и дифференциал имели конические прямозубые шестерни, передаточное число главной передачи — 2,08. Крутящий момент передавался с коробки передач на главную передачу цепным приводом, а от главной передачи на ведущие колёса — полуосями с эластичными резиновыми шарнирами и отдельными шлицевыми шарнирами, обеспечивающими изменение длины полуосей при ходах подвески.
Силовой агрегат в сборе монтировался на трубчатой подмоторной раме, крепящейся к кузову через мягкие резиновые подушки. Подвеска — спереди и сзади торсионная, на двойных продольных рычагах спереди и одинарных — сзади. Колёса — размерностью 10", с разборными дисками, шины 5,0-10". Рабочие тормоза — колодочные барабанные на всех колёсах, привод гидравлический от ручного рычага. Стояночный тормоз — механический, на задние колёса. Рулевое управление — реечного типа, с двухзвенной рулевой трапецией. 
Электрооборудование — под номинальное напряжение 12 В, с генератором и реле-регулятором.
Все органы управления были рассчитаны на ручное управление.

## Эксплуатация

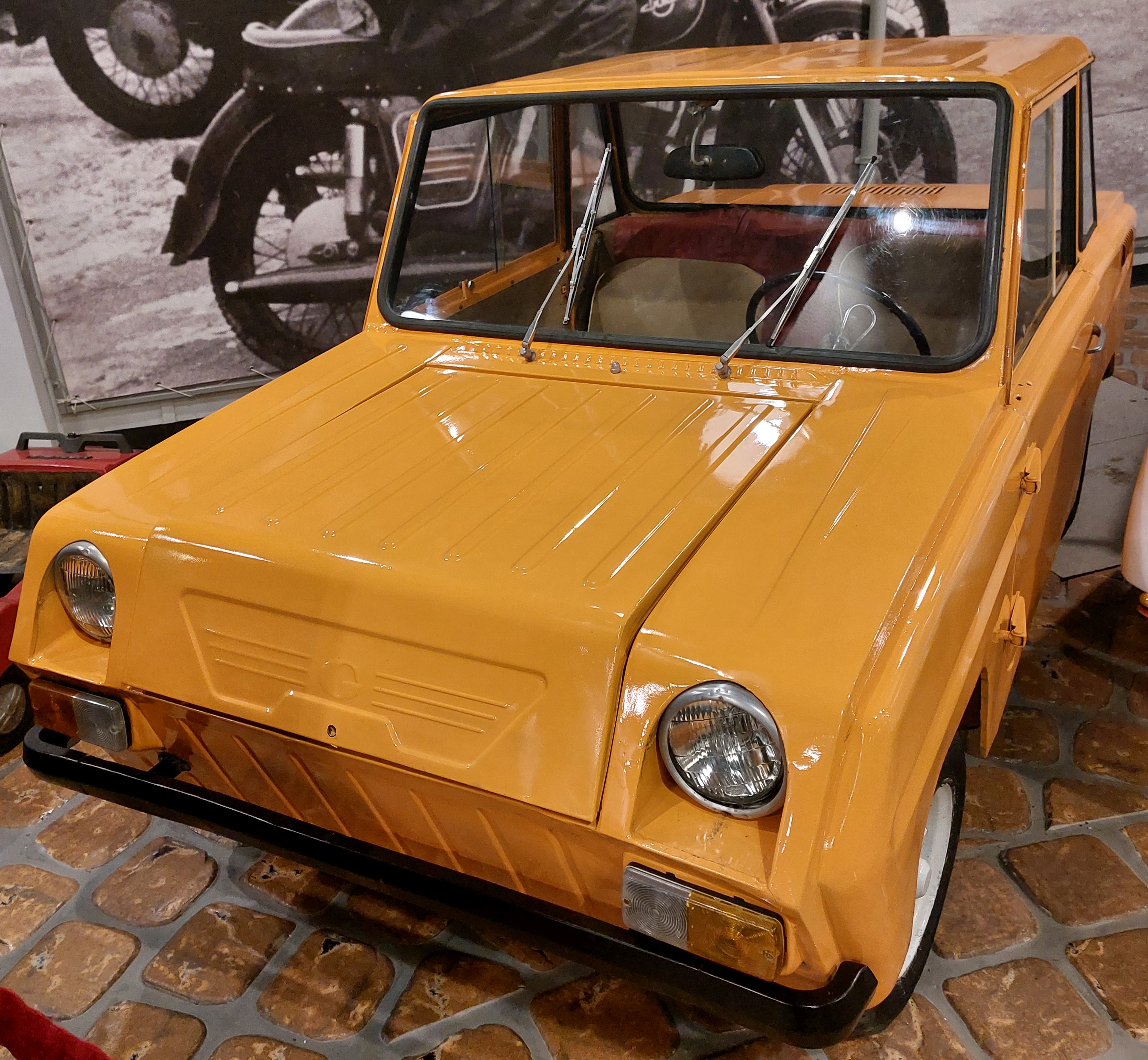
СМЗ С-3Д

После двух лет и шести месяцев эксплуатации инвалид получал бесплатный ремонт транспортного средства, затем пользовался им ещё два с половиной года. В итоге он был обязан сдать мотоколяску в органы социального обеспечения («собес») и получить новую.
Для управления мотоколяской требовалось водительское удостоверение категории «А» (мотоциклы и мотороллеры) со специальной пометкой. Обучение инвалидам организовывали органы собеса.
Во времена СССР узлы и агрегаты мотоколяски (силовой агрегат в сборе, дифференциал с реверс-редуктором, элементы рулевого управления, тормозов, подвесок, детали кузова и прочие) в силу доступности, лёгкости обслуживания и достаточной надёжности широко использовались для «гаражного» изготовления микроавтомобилей, трициклов, аэросаней, мини-тракторов, вездеходов на пневматиках и прочей техники — описания подобных самоделок в изобилии печатались в журнале «Моделист-конструктор». 
Также списанные мотоколяски кое-где передавались органами собеса в Дома пионеров и Станции юного техника, где их агрегаты использовались в тех же самых целях.